# The Women's Tour 2014
La 1re édition de The Women's Tour a lieu du 7 mai 2014 au 11 mai 2014.  La course fait partie du calendrier UCI féminin en catégorie 2.1.

## Équipes
| Équipes UCI                    | Équipes UCI | Équipes UCI |
| Nom de l'équipe                | Pays        | Code        |
| ------------------------------ | ----------- | ----------- |
| Astana BePink                  | Italie      | ALE         |
| Boels Dolmans                  | Pays-Bas    | DLT         |
| Estado de México-Faren Kuota   | Mexique     | EMF         |
| Hitec Products                 | Norvège     | HPU         |
| Lotto–Belisol Ladies           | Belgique    | LBL         |
| Optum-Kelly Benefit Strategies | États-Unis  | OPW         |
| Orica-AIS                      | Australie   | OGE         |
| Rabo Liv Women                 | Pays-Bas    | RBW         |
| Specialized-Lululemon          | États-Unis  | SLU         |
| Wiggle Honda                   | Royaume-Uni | WHT         |
| Lointek                        | Espagne     | LTK         |

| Équipe amateur         | Équipe amateur | Équipe amateur |
| Nom de l'équipe        | Pays           | Code           |
| ---------------------- | -------------- | -------------- |
| UnitedHealthcare       | États-Unis     |                |
| Matrix Fitness-Vulpine | Royaume-Uni    |                |

| Équipes nationales               | Équipes nationales | Équipes nationales |
| Nom de l'équipe                  | Pays               | Code               |
| -------------------------------- | ------------------ | ------------------ |
| Sélection nationale britannique  | Royaume-Uni        |                    |
| Sélection nationale néerlandaise | Pays-Bas           |                    |
| Sélection nationale suisse       | Suisse             |                    |

## Points UCI
| Position           | 1er | 2e | 3e | 4e | 5e | 6e | 7e | 8e | 9e | 10e | 11e | 12e | 13e | 14e | 15e | 16e | 17e | 18e |
| Classement général | 80  | 60 | 45 | 35 | 30 | 25 | 21 | 18 | 15 | 12  | 10  | 8   | 6   | 5   | 4   | 3   | 2   | 1   |
| Par étape          | 16  | 12 | 8  | 6  | 5  | 4  | 3  | 2  |    |     |     |     |     |     |     |     |     |     |
| Leader, par étape  | 4   |    |    |    |    |    |    |    |    |     |     |     |     |     |     |     |     |     |

## Étapes
| Étape     | Date   | Villes étapes                 | type            | Distance (km) | Vainqueur d'étape | Leader du classement général |
| --------- | ------ | ----------------------------- | --------------- | ------------- | ----------------- | ---------------------------- |
| 1re étape | 7 mai  | Oundle – Northampton          | étape de plaine | 93,8          | Emma Johansson    | Emma Johansson               |
| 2e étape  | 8 mai  | Hinckley – Bedford            | étape de plaine | 118,5         | Rossella Ratto    | Rossella Ratto               |
| 3e étape  | 9 mai  | Felixstowe – Clacton-on-Sea   | étape de plaine | 90,5          | Marianne Vos      | Marianne Vos                 |
| 4e étape  | 10 mai | Cheshunt – Welwyn Garden City | étape de plaine | 87,8          | Marianne Vos      | Marianne Vos                 |
| 5e étape  | 11 mai | Harwich – Bury St Edmunds     | étape de plaine | 108,3         | Marianne Vos      | Marianne Vos                 |

## Déroulement de la course

### 1reétape
Lors de la première étape Élise Delzenne effectue 25 km en solitaire avant d'être reprise à la flamme rouge, le troisième jour à 20 km de la ligne Trixi Worrack et Tiffany Cromwell attaquent tour à tour, cette dernière est également reprise à la flamme rouge, enfin lors de la dernière étape Lisa Brennauer part en échappée avec trois autres coureuses mais elles se font rattraper à environ 10 km du but.
| \| Classement de l'étape \| Classement de l'étape \| Classement de l'étape \| Classement de l'étape \| Classement de l'étape \| \| Coureur \| Coureur \| Pays \| Équipe \| Temps \| \| --------------------- \| --------------------- \| --------------------- \| ---------------------- \| --------------------- \| \| 1re \| Emma Johansson \| Suède \| Orica-AIS \| 2 h 28 min 29 s \| \| 2e \| Marianne Vos \| Pays-Bas \| Rabo Liv Women \| + 0 s \| \| 3e \| Hannah Barnes \| Royaume-Uni \| UnitedHealthcare \| + 0 s \| \| 4e \| Trixi Worrack \| Allemagne \| Specialized-Lululemon \| + 0 s \| \| 5e \| Giorgia Bronzini \| Italie \| Wiggle Honda \| + 0 s \| \| 6e \| Lucy van der Haar \| Royaume-Uni \| Grande-Bretagne \| + 0 s \| \| 7e \| Elena Cecchini \| Italie \| Estado de México-Faren \| + 0 s \| \| 8e \| Lizzie Armitstead \| Royaume-Uni \| Boels Dolmans \| + 0 s \| \| 9e \| Amy Pieters \| Pays-Bas \| Pays-Bas \| + 0 s \| \| 10e \| Tiffany Cromwell \| Australie \| Specialized-Lululemon \| + 0 s \| |                   |             |                        |                 |
| |                   |             |                        |                 |
| |                   |             |                        |                 |
| Classement de l'étape |                   |             |                        |                 |
| Coureur | Coureur           | Pays        | Équipe                 | Temps           |
| 1re | Emma Johansson    | Suède       | Orica-AIS              | 2 h 28 min 29 s |
| 2e | Marianne Vos      | Pays-Bas    | Rabo Liv Women         | + 0 s           |
| 3e | Hannah Barnes     | Royaume-Uni | UnitedHealthcare       | + 0 s           |
| 4e | Trixi Worrack     | Allemagne   | Specialized-Lululemon  | + 0 s           |
| 5e | Giorgia Bronzini  | Italie      | Wiggle Honda           | + 0 s           |
| 6e | Lucy van der Haar | Royaume-Uni | Grande-Bretagne        | + 0 s           |
| 7e | Elena Cecchini    | Italie      | Estado de México-Faren | + 0 s           |
| 8e | Lizzie Armitstead | Royaume-Uni | Boels Dolmans          | + 0 s           |
| 9e | Amy Pieters       | Pays-Bas    | Pays-Bas               | + 0 s           |
| 10e | Tiffany Cromwell  | Australie   | Specialized-Lululemon  | + 0 s           |

| \| Classement général \| Classement général \| Classement général \| Classement général \| Classement général \| \| Coureur \| Coureur \| Pays \| Équipe \| Temps \| \| ------------------ \| ------------------ \| ------------------ \| ---------------------- \| ------------------ \| \| 1re \| Emma Johansson \| Suède \| Orica-AIS \| 2 h 28 min 17 s \| \| 2e \| Marianne Vos \| Pays-Bas \| Rabo Liv Women \| + 4 s \| \| 3e \| Hannah Barnes \| Royaume-Uni \| UnitedHealthcare \| + 8 s \| \| 4e \| Ellen van Dijk \| Pays-Bas \| Boels Dolmans \| + 9 s \| \| 5e \| Élise Delzenne \| France \| Specialized-Lululemon \| + 9 s \| \| 6e \| Lizzie Armitstead \| Royaume-Uni \| Boels Dolmans \| + 10 s \| \| 7e \| Trixi Worrack \| Allemagne \| Specialized-Lululemon \| + 12 s \| \| 8e \| Giorgia Bronzini \| Italie \| Wiggle Honda \| + 12 s \| \| 9e \| Lucy van der Haar \| Royaume-Uni \| Grande-Bretagne \| + 12 s \| \| 10e \| Elena Cecchini \| Italie \| Estado de México-Faren \| + 12 s \| |                   |             |                        |                 |
| |                   |             |                        |                 |
| |                   |             |                        |                 |
| Classement général |                   |             |                        |                 |
| Coureur | Coureur           | Pays        | Équipe                 | Temps           |
| 1re | Emma Johansson    | Suède       | Orica-AIS              | 2 h 28 min 17 s |
| 2e | Marianne Vos      | Pays-Bas    | Rabo Liv Women         | + 4 s           |
| 3e | Hannah Barnes     | Royaume-Uni | UnitedHealthcare       | + 8 s           |
| 4e | Ellen van Dijk    | Pays-Bas    | Boels Dolmans          | + 9 s           |
| 5e | Élise Delzenne    | France      | Specialized-Lululemon  | + 9 s           |
| 6e | Lizzie Armitstead | Royaume-Uni | Boels Dolmans          | + 10 s          |
| 7e | Trixi Worrack     | Allemagne   | Specialized-Lululemon  | + 12 s          |
| 8e | Giorgia Bronzini  | Italie      | Wiggle Honda           | + 12 s          |
| 9e | Lucy van der Haar | Royaume-Uni | Grande-Bretagne        | + 12 s          |
| 10e | Elena Cecchini    | Italie      | Estado de México-Faren | + 12 s          |

### 2eétape

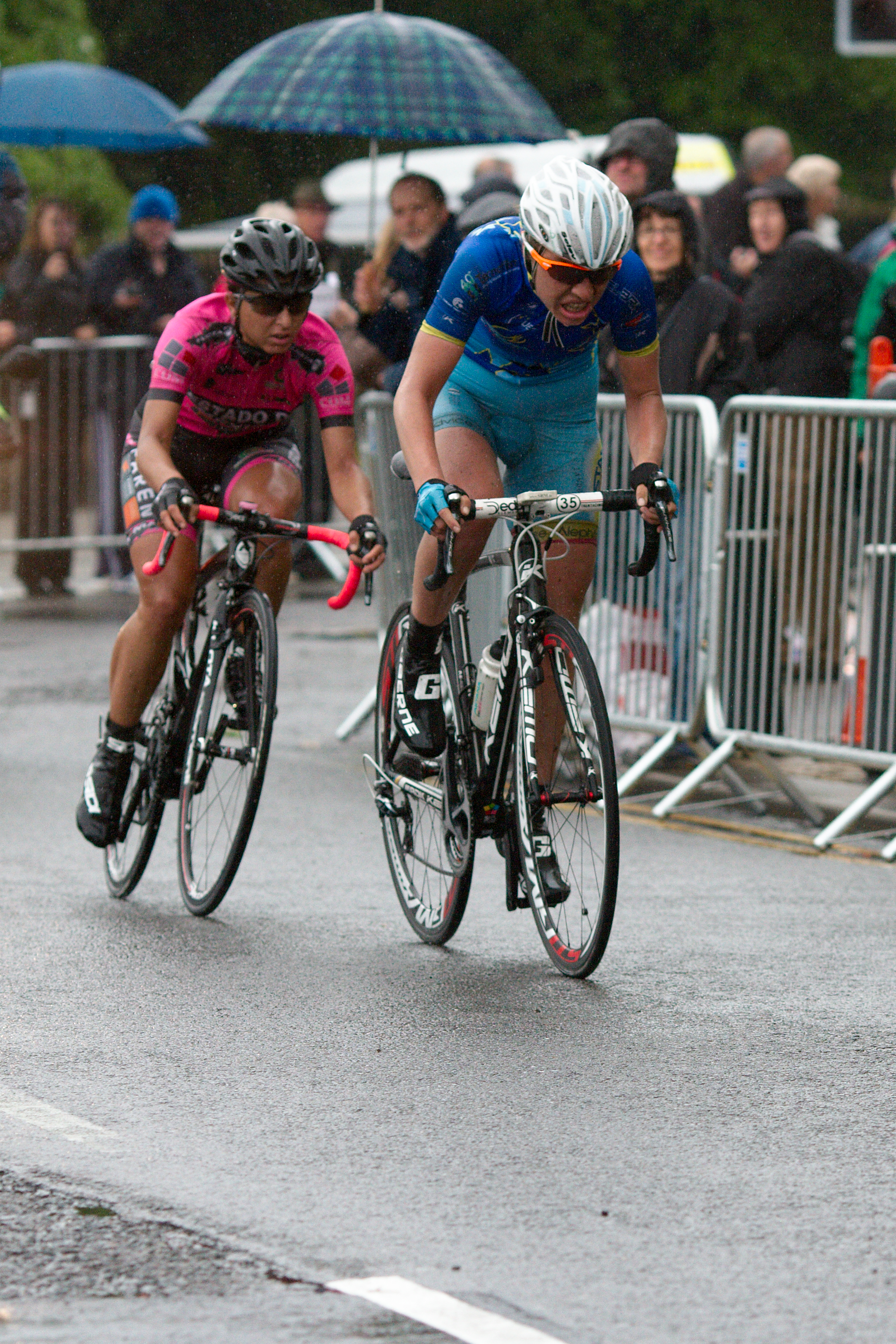
Durant la deuxième étape Rossella Ratto et Suzanne Zorzi s'échappent à deux. La première remporte l'étape.

| \| Classement de l'étape \| Classement de l'étape \| Classement de l'étape \| Classement de l'étape \| Classement de l'étape \| \| Coureur \| Coureur \| Pays \| Équipe \| Temps \| \| --------------------- \| --------------------- \| --------------------- \| ---------------------- \| --------------------- \| \| 1re \| Rossella Ratto \| Italie \| Estado de México-Faren \| 3 h 02 min 02 s \| \| 2e \| Susanna Zorzi \| Italie \| Astana BePink Womens \| + 0 s \| \| 3e \| Marianne Vos \| Pays-Bas \| Rabo Liv Women \| + 6 s \| \| 4e \| Amy Pieters \| Pays-Bas \| Pays-Bas \| + 6 s \| \| 5e \| Lucy van der Haar \| Royaume-Uni \| Grande-Bretagne \| + 6 s \| \| 6e \| Giorgia Bronzini \| Italie \| Wiggle Honda \| + 6 s \| \| 7e \| Lizzie Armitstead \| Royaume-Uni \| Boels Dolmans \| + 6 s \| \| 8e \| Aurore Verhoeven \| France \| Lointek \| + 6 s \| \| 9e \| Aude Biannic \| France \| Lointek \| + 6 s \| \| 10e \| Chloe Hosking \| Australie \| Hitec Products \| + 6 s \| |                   |             |                        |                 |
| |                   |             |                        |                 |
| |                   |             |                        |                 |
| Classement de l'étape |                   |             |                        |                 |
| Coureur | Coureur           | Pays        | Équipe                 | Temps           |
| 1re | Rossella Ratto    | Italie      | Estado de México-Faren | 3 h 02 min 02 s |
| 2e | Susanna Zorzi     | Italie      | Astana BePink Womens   | + 0 s           |
| 3e | Marianne Vos      | Pays-Bas    | Rabo Liv Women         | + 6 s           |
| 4e | Amy Pieters       | Pays-Bas    | Pays-Bas               | + 6 s           |
| 5e | Lucy van der Haar | Royaume-Uni | Grande-Bretagne        | + 6 s           |
| 6e | Giorgia Bronzini  | Italie      | Wiggle Honda           | + 6 s           |
| 7e | Lizzie Armitstead | Royaume-Uni | Boels Dolmans          | + 6 s           |
| 8e | Aurore Verhoeven  | France      | Lointek                | + 6 s           |
| 9e | Aude Biannic      | France      | Lointek                | + 6 s           |
| 10e | Chloe Hosking     | Australie   | Hitec Products         | + 6 s           |

| \| Classement général \| Classement général \| Classement général \| Classement général \| Classement général \| \| Coureur \| Coureur \| Pays \| Équipe \| Temps \| \| ------------------ \| ------------------ \| ------------------ \| ---------------------- \| ------------------ \| \| 1re \| Rossella Ratto \| Italie \| Estado de México-Faren \| 5 h 30 min 18 s \| \| 2e \| Susanna Zorzi \| Italie \| Astana BePink Womens \| + 5 s \| \| 3e \| Marianne Vos \| Pays-Bas \| Rabo Liv Women \| + 6 s \| \| 4e \| Emma Johansson \| Suède \| Orica-AIS \| + 7 s \| \| 5e \| Lizzie Armitstead \| Royaume-Uni \| Boels Dolmans \| + 14 s \| \| 6e \| Hannah Barnes \| Royaume-Uni \| UnitedHealthcare \| + 15 s \| \| 7e \| Ellen van Dijk \| Pays-Bas \| Boels Dolmans \| + 16 s \| \| 8e \| Élise Delzenne \| France \| Specialized-Lululemon \| + 16 s \| \| 9e \| Silvia Valsecchi \| Italie \| Astana BePink Womens \| + 16 s \| \| 10e \| Lucy van der Haar \| Royaume-Uni \| Grande-Bretagne \| + 19 s \| |                   |             |                        |                 |
| |                   |             |                        |                 |
| |                   |             |                        |                 |
| Classement général |                   |             |                        |                 |
| Coureur | Coureur           | Pays        | Équipe                 | Temps           |
| 1re | Rossella Ratto    | Italie      | Estado de México-Faren | 5 h 30 min 18 s |
| 2e | Susanna Zorzi     | Italie      | Astana BePink Womens   | + 5 s           |
| 3e | Marianne Vos      | Pays-Bas    | Rabo Liv Women         | + 6 s           |
| 4e | Emma Johansson    | Suède       | Orica-AIS              | + 7 s           |
| 5e | Lizzie Armitstead | Royaume-Uni | Boels Dolmans          | + 14 s          |
| 6e | Hannah Barnes     | Royaume-Uni | UnitedHealthcare       | + 15 s          |
| 7e | Ellen van Dijk    | Pays-Bas    | Boels Dolmans          | + 16 s          |
| 8e | Élise Delzenne    | France      | Specialized-Lululemon  | + 16 s          |
| 9e | Silvia Valsecchi  | Italie      | Astana BePink Womens   | + 16 s          |
| 10e | Lucy van der Haar | Royaume-Uni | Grande-Bretagne        | + 19 s          |

### 3eétape
| \| Classement de l'étape \| Classement de l'étape \| Classement de l'étape \| Classement de l'étape \| Classement de l'étape \| \| Coureur \| Coureur \| Pays \| Équipe \| Temps \| \| --------------------- \| --------------------- \| --------------------- \| ------------------------------ \| --------------------- \| \| 1re \| Marianne Vos \| Pays-Bas \| Rabo Liv Women \| 2 h 11 min 05 s \| \| 2e \| Emma Johansson \| Suède \| Orica-AIS \| + 0 s \| \| 3e \| Giorgia Bronzini \| Italie \| Wiggle Honda \| + 0 s \| \| 4e \| Lizzie Armitstead \| Royaume-Uni \| Boels Dolmans \| + 0 s \| \| 5e \| Elena Cecchini \| Italie \| Estado de México-Faren \| + 0 s \| \| 6e \| Leah Kirchmann \| Canada \| Optum-Kelly Benefit Strategies \| + 0 s \| \| 7e \| Amy Pieters \| Pays-Bas \| Pays-Bas \| + 0 s \| \| 8e \| Lucy van der Haar \| Royaume-Uni \| Grande-Bretagne \| + 0 s \| \| 9e \| Ellen van Dijk \| Pays-Bas \| Boels Dolmans \| + 0 s \| \| 10e \| Chloe Hosking \| Australie \| Hitec Products \| + 0 s \| |                   |             |                                |                 |
| |                   |             |                                |                 |
| |                   |             |                                |                 |
| Classement de l'étape |                   |             |                                |                 |
| Coureur | Coureur           | Pays        | Équipe                         | Temps           |
| 1re | Marianne Vos      | Pays-Bas    | Rabo Liv Women                 | 2 h 11 min 05 s |
| 2e | Emma Johansson    | Suède       | Orica-AIS                      | + 0 s           |
| 3e | Giorgia Bronzini  | Italie      | Wiggle Honda                   | + 0 s           |
| 4e | Lizzie Armitstead | Royaume-Uni | Boels Dolmans                  | + 0 s           |
| 5e | Elena Cecchini    | Italie      | Estado de México-Faren         | + 0 s           |
| 6e | Leah Kirchmann    | Canada      | Optum-Kelly Benefit Strategies | + 0 s           |
| 7e | Amy Pieters       | Pays-Bas    | Pays-Bas                       | + 0 s           |
| 8e | Lucy van der Haar | Royaume-Uni | Grande-Bretagne                | + 0 s           |
| 9e | Ellen van Dijk    | Pays-Bas    | Boels Dolmans                  | + 0 s           |
| 10e | Chloe Hosking     | Australie   | Hitec Products                 | + 0 s           |

| \| Classement général \| Classement général \| Classement général \| Classement général \| Classement général \| \| Coureur \| Coureur \| Pays \| Équipe \| Temps \| \| ------------------ \| ------------------ \| ------------------ \| ---------------------- \| ------------------ \| \| 1re \| Marianne Vos \| Pays-Bas \| Rabo Liv Women \| 7 h 41 min 14 s \| \| 2e \| Emma Johansson \| Suède \| Orica-AIS \| + 8 s \| \| 3e \| Rossella Ratto \| Italie \| Estado de México-Faren \| + 9 s \| \| 4e \| Susanna Zorzi \| Italie \| Astana BePink Womens \| + 14 s \| \| 5e \| Lizzie Armitstead \| Royaume-Uni \| Boels Dolmans \| + 18 s \| \| 6e \| Giorgia Bronzini \| Italie \| Wiggle Honda \| + 24 s \| \| 7e \| Hannah Barnes \| Royaume-Uni \| UnitedHealthcare \| + 24 s \| \| 8e \| Ellen van Dijk \| Pays-Bas \| Boels Dolmans \| + 25 s \| \| 9e \| Élise Delzenne \| France \| Specialized-Lululemon \| + 25 s \| \| 10e \| Lucy van der Haar \| Royaume-Uni \| Grande-Bretagne \| + 28 s \| |                   |             |                        |                 |
| |                   |             |                        |                 |
| |                   |             |                        |                 |
| Classement général |                   |             |                        |                 |
| Coureur | Coureur           | Pays        | Équipe                 | Temps           |
| 1re | Marianne Vos      | Pays-Bas    | Rabo Liv Women         | 7 h 41 min 14 s |
| 2e | Emma Johansson    | Suède       | Orica-AIS              | + 8 s           |
| 3e | Rossella Ratto    | Italie      | Estado de México-Faren | + 9 s           |
| 4e | Susanna Zorzi     | Italie      | Astana BePink Womens   | + 14 s          |
| 5e | Lizzie Armitstead | Royaume-Uni | Boels Dolmans          | + 18 s          |
| 6e | Giorgia Bronzini  | Italie      | Wiggle Honda           | + 24 s          |
| 7e | Hannah Barnes     | Royaume-Uni | UnitedHealthcare       | + 24 s          |
| 8e | Ellen van Dijk    | Pays-Bas    | Boels Dolmans          | + 25 s          |
| 9e | Élise Delzenne    | France      | Specialized-Lululemon  | + 25 s          |
| 10e | Lucy van der Haar | Royaume-Uni | Grande-Bretagne        | + 28 s          |

### 4eétape
| \| Classement de l'étape \| Classement de l'étape \| Classement de l'étape \| Classement de l'étape \| Classement de l'étape \| \| Coureur \| Coureur \| Pays \| Équipe \| Temps \| \| --------------------- \| --------------------- \| --------------------- \| ------------------------------ \| --------------------- \| \| 1re \| Marianne Vos \| Pays-Bas \| Rabo Liv Women \| 2 h 13 min 09 s \| \| 2e \| Giorgia Bronzini \| Italie \| Wiggle Honda \| + 0 s \| \| 3e \| Lucy van der Haar \| Royaume-Uni \| Grande-Bretagne \| + 0 s \| \| 4e \| Emma Johansson \| Suède \| Orica-AIS \| + 0 s \| \| 5e \| Elena Cecchini \| Italie \| Estado de México-Faren \| + 0 s \| \| 6e \| Lauren Hall \| États-Unis \| Optum-Kelly Benefit Strategies \| + 0 s \| \| 7e \| Leah Kirchmann \| Canada \| Optum-Kelly Benefit Strategies \| + 0 s \| \| 8e \| Aude Biannic \| France \| Lointek \| + 0 s \| \| 9e \| Trixi Worrack \| Allemagne \| Specialized-Lululemon \| + 0 s \| \| 10e \| Lizzie Armitstead \| Royaume-Uni \| Boels Dolmans \| + 0 s \| |                   |             |                                |                 |
| |                   |             |                                |                 |
| |                   |             |                                |                 |
| Classement de l'étape |                   |             |                                |                 |
| Coureur | Coureur           | Pays        | Équipe                         | Temps           |
| 1re | Marianne Vos      | Pays-Bas    | Rabo Liv Women                 | 2 h 13 min 09 s |
| 2e | Giorgia Bronzini  | Italie      | Wiggle Honda                   | + 0 s           |
| 3e | Lucy van der Haar | Royaume-Uni | Grande-Bretagne                | + 0 s           |
| 4e | Emma Johansson    | Suède       | Orica-AIS                      | + 0 s           |
| 5e | Elena Cecchini    | Italie      | Estado de México-Faren         | + 0 s           |
| 6e | Lauren Hall       | États-Unis  | Optum-Kelly Benefit Strategies | + 0 s           |
| 7e | Leah Kirchmann    | Canada      | Optum-Kelly Benefit Strategies | + 0 s           |
| 8e | Aude Biannic      | France      | Lointek                        | + 0 s           |
| 9e | Trixi Worrack     | Allemagne   | Specialized-Lululemon          | + 0 s           |
| 10e | Lizzie Armitstead | Royaume-Uni | Boels Dolmans                  | + 0 s           |

| \| Classement général \| Classement général \| Classement général \| Classement général \| Classement général \| \| Coureur \| Coureur \| Pays \| Équipe \| Temps \| \| ------------------ \| ------------------ \| ------------------ \| ---------------------- \| ------------------ \| \| 1re \| Marianne Vos \| Pays-Bas \| Rabo Liv Women \| 9 h 54 min 10 s \| \| 2e \| Emma Johansson \| Suède \| Orica-AIS \| + 19 s \| \| 3e \| Rossella Ratto \| Italie \| Estado de México-Faren \| + 22 s \| \| 4e \| Lizzie Armitstead \| Royaume-Uni \| Boels Dolmans \| + 30 s \| \| 5e \| Giorgia Bronzini \| Italie \| Wiggle Honda \| + 31 s \| \| 6e \| Susanna Zorzi \| Italie \| Astana BePink Womens \| + 31 s \| \| 7e \| Lucy van der Haar \| Royaume-Uni \| Grande-Bretagne \| + 37 s \| \| 8e \| Hannah Barnes \| Royaume-Uni \| UnitedHealthcare \| + 37 s \| \| 9e \| Elena Cecchini \| Italie \| Estado de México-Faren \| + 41 s \| \| 10e \| Amy Pieters \| Pays-Bas \| Pays-Bas \| + 41 s \| |                   |             |                        |                 |
| |                   |             |                        |                 |
| |                   |             |                        |                 |
| Classement général |                   |             |                        |                 |
| Coureur | Coureur           | Pays        | Équipe                 | Temps           |
| 1re | Marianne Vos      | Pays-Bas    | Rabo Liv Women         | 9 h 54 min 10 s |
| 2e | Emma Johansson    | Suède       | Orica-AIS              | + 19 s          |
| 3e | Rossella Ratto    | Italie      | Estado de México-Faren | + 22 s          |
| 4e | Lizzie Armitstead | Royaume-Uni | Boels Dolmans          | + 30 s          |
| 5e | Giorgia Bronzini  | Italie      | Wiggle Honda           | + 31 s          |
| 6e | Susanna Zorzi     | Italie      | Astana BePink Womens   | + 31 s          |
| 7e | Lucy van der Haar | Royaume-Uni | Grande-Bretagne        | + 37 s          |
| 8e | Hannah Barnes     | Royaume-Uni | UnitedHealthcare       | + 37 s          |
| 9e | Elena Cecchini    | Italie      | Estado de México-Faren | + 41 s          |
| 10e | Amy Pieters       | Pays-Bas    | Pays-Bas               | + 41 s          |

### 5eétape
| \| Classement de l'étape \| Classement de l'étape \| Classement de l'étape \| Classement de l'étape \| Classement de l'étape \| \| Coureur \| Coureur \| Pays \| Équipe \| Temps \| \| --------------------- \| --------------------- \| --------------------- \| ------------------------------ \| --------------------- \| \| 1re \| Marianne Vos \| Pays-Bas \| Rabo Liv Women \| 2 h 48 min 10 s \| \| 2e \| Giorgia Bronzini \| Italie \| Wiggle Honda \| + 0 s \| \| 3e \| Amy Pieters \| Pays-Bas \| Pays-Bas \| + 0 s \| \| 4e \| Hannah Barnes \| Royaume-Uni \| UnitedHealthcare \| + 0 s \| \| 5e \| Emma Johansson \| Suède \| Orica-AIS \| + 0 s \| \| 6e \| Elena Cecchini \| Italie \| Estado de México-Faren \| + 0 s \| \| 7e \| Chloe Hosking \| Australie \| Hitec Products \| + 0 s \| \| 8e \| Aude Biannic \| France \| Lointek \| + 0 s \| \| 9e \| Élise Delzenne \| France \| Specialized-Lululemon \| + 0 s \| \| 10e \| Leah Kirchmann \| Canada \| Optum-Kelly Benefit Strategies \| + 0 s \| |                  |             |                                |                 |
| |                  |             |                                |                 |
| |                  |             |                                |                 |
| Classement de l'étape |                  |             |                                |                 |
| Coureur | Coureur          | Pays        | Équipe                         | Temps           |
| 1re | Marianne Vos     | Pays-Bas    | Rabo Liv Women                 | 2 h 48 min 10 s |
| 2e | Giorgia Bronzini | Italie      | Wiggle Honda                   | + 0 s           |
| 3e | Amy Pieters      | Pays-Bas    | Pays-Bas                       | + 0 s           |
| 4e | Hannah Barnes    | Royaume-Uni | UnitedHealthcare               | + 0 s           |
| 5e | Emma Johansson   | Suède       | Orica-AIS                      | + 0 s           |
| 6e | Elena Cecchini   | Italie      | Estado de México-Faren         | + 0 s           |
| 7e | Chloe Hosking    | Australie   | Hitec Products                 | + 0 s           |
| 8e | Aude Biannic     | France      | Lointek                        | + 0 s           |
| 9e | Élise Delzenne   | France      | Specialized-Lululemon          | + 0 s           |
| 10e | Leah Kirchmann   | Canada      | Optum-Kelly Benefit Strategies | + 0 s           |

### Classement général final
| \| Classement général \| Classement général \| Classement général \| Classement général \| Classement général \| \| Coureur \| Coureur \| Pays \| Équipe \| Temps \| \| ------------------ \| ------------------ \| ------------------ \| ------------------------------ \| ------------------ \| \| 1re \| Marianne Vos \| Pays-Bas \| Rabo Liv Women \| 12 h 42 min 07 s \| \| 2e \| Emma Johansson \| Suède \| Orica-AIS \| + 30 s \| \| 3e \| Rossella Ratto \| Italie \| Estado de México-Faren \| + 35 s \| \| 4e \| Giorgia Bronzini \| Italie \| Wiggle Honda \| + 38 s \| \| 5e \| Susanna Zorzi \| Italie \| Astana BePink Womens \| + 44 s \| \| 6e \| Amy Pieters \| Pays-Bas \| Pays-Bas \| + 50 s \| \| 7e \| Lucy van der Haar \| Royaume-Uni \| Grande-Bretagne \| + 50 s \| \| 8e \| Hannah Barnes \| Royaume-Uni \| UnitedHealthcare \| + 50 s \| \| 9e \| Lauren Hall \| États-Unis \| Optum-Kelly Benefit Strategies \| + 52 s \| \| 10e \| Elena Cecchini \| Italie \| Estado de México-Faren \| + 54 s \| |                   |             |                                |                  |
| |                   |             |                                |                  |
| |                   |             |                                |                  |
| Classement général |                   |             |                                |                  |
| Coureur | Coureur           | Pays        | Équipe                         | Temps            |
| 1re | Marianne Vos      | Pays-Bas    | Rabo Liv Women                 | 12 h 42 min 07 s |
| 2e | Emma Johansson    | Suède       | Orica-AIS                      | + 30 s           |
| 3e | Rossella Ratto    | Italie      | Estado de México-Faren         | + 35 s           |
| 4e | Giorgia Bronzini  | Italie      | Wiggle Honda                   | + 38 s           |
| 5e | Susanna Zorzi     | Italie      | Astana BePink Womens           | + 44 s           |
| 6e | Amy Pieters       | Pays-Bas    | Pays-Bas                       | + 50 s           |
| 7e | Lucy van der Haar | Royaume-Uni | Grande-Bretagne                | + 50 s           |
| 8e | Hannah Barnes     | Royaume-Uni | UnitedHealthcare               | + 50 s           |
| 9e | Lauren Hall       | États-Unis  | Optum-Kelly Benefit Strategies | + 52 s           |
| 10e | Elena Cecchini    | Italie      | Estado de México-Faren         | + 54 s           |

## Évolution des classements
| Étape              | Vainqueur          | Classement général | Classement par points | Classement de la montagne | Classement de la meilleure jeune | Classement de la meilleure britannique | Classement par équipes         |
| ------------------ | ------------------ | ------------------ | --------------------- | ------------------------- | -------------------------------- | -------------------------------------- | ------------------------------ |
| 1                  | Emma Johansson     | Emma Johansson     | Emma Johansson        | Sharon Laws               | Hannah Barnes                    | Hannah Barnes                          | Specialized-Lululemon          |
| 2                  | Rossella Ratto     | Rossella Ratto     | Marianne Vos          | Sharon Laws               | Rossella Ratto                   | Lizzie Armitstead                      | Astana BePink                  |
| 3                  | Marianne Vos       | Marianne Vos       | Marianne Vos          | Sharon Laws               | Rossella Ratto                   | Lizzie Armitstead                      | Orica-AIS                      |
| 4                  | Marianne Vos       | Marianne Vos       | Marianne Vos          | Sharon Laws               | Rossella Ratto                   | Lizzie Armitstead                      | Optum–Kelly Benefit Strategies |
| 5                  | Marianne Vos       | Marianne Vos       | Marianne Vos          | Sharon Laws               | Rossella Ratto                   | Lucy Garner                            | Optum–Kelly Benefit Strategies |
| Classements finals | Classements finals | Marianne Vos       | Marianne Vos          | Sharon Laws               | Rossella Ratto                   | Lucy Garner                            | Optum–Kelly Benefit Strategies |